# (32898) 1994 PS1
1994 PS1 (asteroide 32898) é um asteroide da cintura principal. Possui uma excentricidade de 0.22313460 e uma inclinação de 5.47097º.
Este asteroide foi descoberto no dia 9 de agosto de 1994 por Eleanor F. Helin em Palomar.